# Xã Lake St. Louis, Quận St. Charles, Missouri
Xã Lake St. Louis (tiếng Anh: Lake St. Louis Township) là một xã thuộc quận St. Charles, tiểu bang Missouri, Hoa Kỳ. Năm 2010, dân số của xã này là 28.254 người.